# 개혁주의 인식론

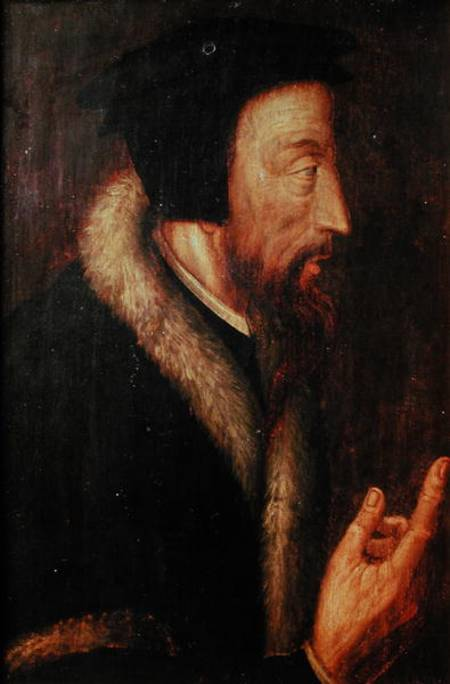
16세기의 칼빈의 초상화, 무명 (제네바 도서관)

개혁주의 인식론(reformed epistemology)이란 지식의 본질(인식론)을 종교적 믿음(beliefs)에 적용한 철학적 사상이다. 개혁주의 인식론의 핵심적인 주장은 믿음은 증거보다도 더 정당화될 수 있다라는 것인데, 그와 대조적으로 증거주의의 입장은 비록 증거보다도 믿음이 유익할 수도 있지만 그것은 인식적 임무(duty)를 침범하는 것이라고 한다. 개혁주의 인식론을 주장하는 학자들로는 앨빈 플랜팅가, 윌리엄 알스턴,
니콜라스 월터스토프, 윌리엄 레인 크레이그 등이 유명하다.

## 같이 보기
- 신정통주의
- 기독교적 실존주의